# Копа Америка 1983.
Копа Америка 1983.  је било тридесет друго издање овог такмичења. Првенство је одржано од 10. августа до 4. новембра 1983. године. По трећи пут није постојало фиксно место одржавања турнира, а све утакмице су се играле током три месеца у свакој земљи учесници. Ово је било треће првенство на којем су учествовали сви чланови КОНМЕБОЛ-а. Парагвај, као актуелни шампион, није играо у групној фази, већ је одмах уврштен у полуфинале такмичења. На крају првенства, Уругвај је 12. пут у својој историји освојио првенство. Друго место припало је Бразилу, а треће Перуу. Аргентинац Хорхе Луис Буручага, уругвајац Карлос Агилера и бразилац Роберто Динамите били су најбољи стрелци шампионата са по три постигнута гола.

## Учесници
На првенству Јужне Америке учествовало десет репрезентација: Боливија, Перу, Бразил, Колумбија, Еквадор, Парагвај, Аргентина, Уругвај, Чиле и Венецуела. Парагвај као актуелни шампион није играо у групној фази, док је осталих девет екипа подељено у три групе по три репрезентације. Победници сваке групе обезбедили су пласман у полуфинале. Свака екипа у групи, а касније и у полуфиналу и финалу, играла је утакмице код куће и у гостима.
1.  Аргентина

2.  Бразил

3.  Боливија

4.  Венецуела

5.  Еквадор

6.  Колумбија

7.  Парагвај

8.  Перу

9.  Уругвај

10.  Чиле

## Градови домаћини и стадиони
| КОНМЕБОЛ            | Буенос Ајрес, Аргентина | Ла Паз, Боливија   | Гојанија, Бразил    | Рио де Жанеиро, Бразил | Уберландија, Бразил | Салвадор (Бразил)  |
| ------------------- | ----------------------- | ------------------ | ------------------- | ---------------------- | ------------------- | ------------------ |
| Трофеј              | Монументал              | Ернандо Силес      | Сера Доурада        | Маракана               | Парке до Сабија     | Фонте Нова         |
|                     | Капацитет: 74.624       | Капацитет: 51.000  | Капацитет: 54.048   | Капацитет: 73.958      | Капацитет: 53.350   | Капацитет: 51.708  |
| Копа Америка трофеј | Ел Монументал           | Ернандо Силес      | Сера Доурада        | Маракана               | Парке до Сабија     | Фонте Нова         |
| Сантијаго, Чиле     | Богота, Колумбија       | Кито, Еквадор      | Асунсион, Парагвај  | Лима Перу              | Монтевидео, Уругвај | Каракас, Венецуела |
| Насионал де Чиле    | Ел Кампин               | Олимпико Атахуалпа | Дефенсорес дел Чако | Насионал               | Сентенарио          | Брихидо Иријарте   |
| Капацитет: 70.000   | Капацитет: 36.343       | Капацитет: 35.742  | Капацитет: 42.354   | Капацитет: 50.000      | Капацитет: 76.609   | Капацитет: 8.000   |
| Насионал, Чиле      | Ел Кампин               | Олимпико Атахуалпа | Дефенсорес де Чако  | Насионал               |                     | Брихидо Ириарте    |

## Први круг
Тимови су били подељени у три групе од по три тима. Сваки тим је играо два пута (код куће и у гостима) против других тимова у својој групи, са два бода за победу, један бод за нерешено и без бодова за пораз. Победници сваке групе пласирали су се у полуфинале где их је чекао Парагвај као владајући шампион и као четврта репрезентација полуфинала.

### Група А
| Репрезентација | И | Д | Н | И | ДГ | ПГ | ГР | Бод. |
| -------------- | - | - | - | - | -- | -- | -- | ---- |
| Уругвај        | 4 | 3 | 0 | 1 | 7  | 4  | +3 | 6    |
| Чиле           | 4 | 2 | 1 | 1 | 8  | 2  | +6 | 5    |
| Венецуела      | 4 | 0 | 1 | 3 | 1  | 10 | −9 | 1    |

### Утакмице
| Уругвај                            | 2–1 | Чиле        |
| ---------------------------------- | --- | ----------- |
| Асеведо 45’ · Ф. Морена 63’ (пен.) |     | Орељана 76’ |

| Уругвај                                          | 3–0 | Венецуела |
| ------------------------------------------------ | --- | --------- |
| Кабрера 55’ · Ф. Морена 51’ (пен.) · Лузардо 68’ |     |           |

| Чиле                                                    | 5–0 | Венецуела |
| ------------------------------------------------------- | --- | --------- |
| Ариаза 22’ · Дубо 25’ · Аравена 35’, 83’ · Еспиноза 51’ |     |           |

| Чиле                   | 2–0 | Уругвај |
| ---------------------- | --- | ------- |
| Дубо 9’ · Летелиер 80’ |     |         |

| Венецуела  | 1–2 | Уругвај                   |
| ---------- | --- | ------------------------- |
| Феблес 77’ |     | Сантељи 74’ · Агилера 87’ |

| Венецуела | 0–0 | Чиле |
| --------- | --- | ---- |
|           |     |      |

### Група B
| Репрезентација | И | Д | Н | И | ДГ | ПГ | ГР | Бод. |
| -------------- | - | - | - | - | -- | -- | -- | ---- |
| Бразил         | 4 | 2 | 1 | 1 | 6  | 1  | +5 | 5    |
| Аргентина      | 4 | 1 | 3 | 0 | 5  | 4  | +1 | 5    |
| Еквадор        | 4 | 0 | 2 | 2 | 4  | 10 | −6 | 2    |

### Утакмице
| Еквадор               | 2–2 | Аргентина         |
| --------------------- | --- | ----------------- |
| Васкез 68’ · Вега 79’ |     | Буручага 40’, 51’ |

| Еквадор | 0–1      | Бразил       |
| ------- | -------- | ------------ |
|         | Извештај | Динамите 14’ |

| Аргентина  | 1–0      | Бразил |
| ---------- | -------- | ------ |
| Герека 55’ | Извештај |        |

| Бразил                                              | 5–0      | Еквадор |
| --------------------------------------------------- | -------- | ------- |
| Гаучо 12’ · Динамите 46’, 55’ · Едер 58’ · Тита 60’ | Извештај |         |

| Аргентина                          | 2–2 | Еквадор                      |
| ---------------------------------- | --- | ---------------------------- |
| В. Рамос 50’ · Буручага 90’ (пен.) |     | Квињонез 44’ · Малдонадо 90’ |

| Бразил | 0–0      | Аргентина |
| ------ | -------- | --------- |
|        | Извештај |           |

### Група Ц
| Репрезентација | И | Д | Н | И | ДГ | ПГ | ГР | Бод. |
| -------------- | - | - | - | - | -- | -- | -- | ---- |
| Перу           | 4 | 2 | 2 | 0 | 6  | 4  | +2 | 6    |
| Колумбија      | 4 | 1 | 2 | 1 | 5  | 5  | 0  | 4    |
| Боливија       | 4 | 0 | 2 | 2 | 4  | 6  | −2 | 2    |

### Утакмице
| Боливија | 0–1 | Колумбија     |
| -------- | --- | ------------- |
|          |     | Валдерама 73’ |

| Перу       | 1–0 | Колумбија |
| ---------- | --- | --------- |
| Наваро 70’ |     |           |

| Боливија   | 1–1 | Перу       |
| ---------- | --- | ---------- |
| Ромеро 65’ |     | Наваро 89’ |

| Колумбија                | 2–2 | Перу                               |
| ------------------------ | --- | ---------------------------------- |
| Принце 46’ · Фиориљо 69’ |     | Маласкез 25’ (пен.) · Кабаљеро 85’ |

| Колумбија                        | 2–2 | Боливија               |
| -------------------------------- | --- | ---------------------- |
| Валдерама 2’ · Молина 60’ (пен.) |     | Мелгар 78’ · Рохас 80’ |

| Перу                      | 2–1 | Боливија     |
| ------------------------- | --- | ------------ |
| Легвија 6’ · Кабаљеро 21’ |     | Паниагва 46’ |

## Полуфинале
| Перу | 0–1 | Уругвај     |
| ---- | --- | ----------- |
|      |     | Агилера 65’ |

| Уругвај     | 1–1 | Перу         |
| ----------- | --- | ------------ |
| Кабрера 49’ |     | Маласкез 24’ |

Уругвај иде даље укупним скором 2:1.
| Парагвај  | 1–1      | Бразил   |
| --------- | -------- | -------- |
| Морел 70’ | Извештај | Едер 88’ |

| Бразил | 0–0      | Парагвај |
| ------ | -------- | -------- |
|        | Извештај |          |

Међусобни скор је био нерешан 1-1; Бразил иде даље вољом жреба.

## Финале
Финале се играло у две утакмице и победник, шампион је репрезентација са више победа. У финалу су се састали Бразил и Уругвај. У првој утакмици Уругвај је као домаћин победио Бразил са 2:0, док је другу у гостима одиграо нерешено 1:1 и тиме са победом више постао шампион.

### Прва утакмица
| Уругвај                     | 2–0 | Бразил |
| --------------------------- | --- | ------ |
| Франсесколи 41’ · Диого 80’ |     |        |

### Друга утакмица
| Бразил      | 1–1 | Уругвај     |
| ----------- | --- | ----------- |
| Жоржињо 23’ |     | Агилера 77’ |

## Листа стрелаца
На овом првенству укупно 40 стрелаца је постигло 55 голова, титулу најбољег стрелца су поделила три играча, уругвајац Хорхе Буручага бразилац Роберто Динамите и аргентинац Карлос Агилера са по 3 постигнута гола.
| 3 гола - Буручага - Динамите - Агилера 2 гола - Едер - Аравена - Дубо - Валдерама - Кабаљеро - Наваро - Маласкез - Морена - Кабрера 1 Goal - Гарека - В. Рамос - Мелгар - Паниаква - Рохас - Ромеро | - Жоржињо - Гаучо - Тита - Ариаза - Еспиноза - Летелиер - Орељана - Фиориљо - Молино - Принце - Малдонадо - Квињонез - Васкез - Вега - Морел - Легвија - Асеведо - Диого - Франсесколи - Лузардо - Сантељи - Феблес |